# 10014 Shaim
10014 Shaim è un asteroide della fascia principale. Scoperto nel 1978, presenta un'orbita caratterizzata da un semiasse maggiore pari a 2,4332857 UA e da un'eccentricità di 0,1124754, inclinata di 3,03382° rispetto all'eclittica.
L'asteroide è dedicato a Shaim, una cittadina della provincia di Tjumen', in Russia. Nei suoi dintorni è stato scoperto il primo giacimento di petrolio nella Siberia occidentale, nel 1959.